# Ermita de San Roque (Torrebaja)
La ermita de San Roque es una un santuario situado en el barrio de Los Pajares, municipio de Torrebaja, provincia de Valencia (Comunidad Valenciana, España). 
Dadas sus características, el ermitorio ha sido declarado Bien de Relevancia Local (BRL), identificado con el número: 46.09.242-002.

## Historia
La primera noticia de la ermita data de mediados del siglo XVII y se halla en la Relaciones ad limina de los obispos de Segorbe, pontificando fray Francisco Gavaldá Guasch (1656), que menciona «Tres ermitas» en la denominada «Torre Baxa», lugar de Castielfabib con treinta domicilios (unos 130-135 habitantes).

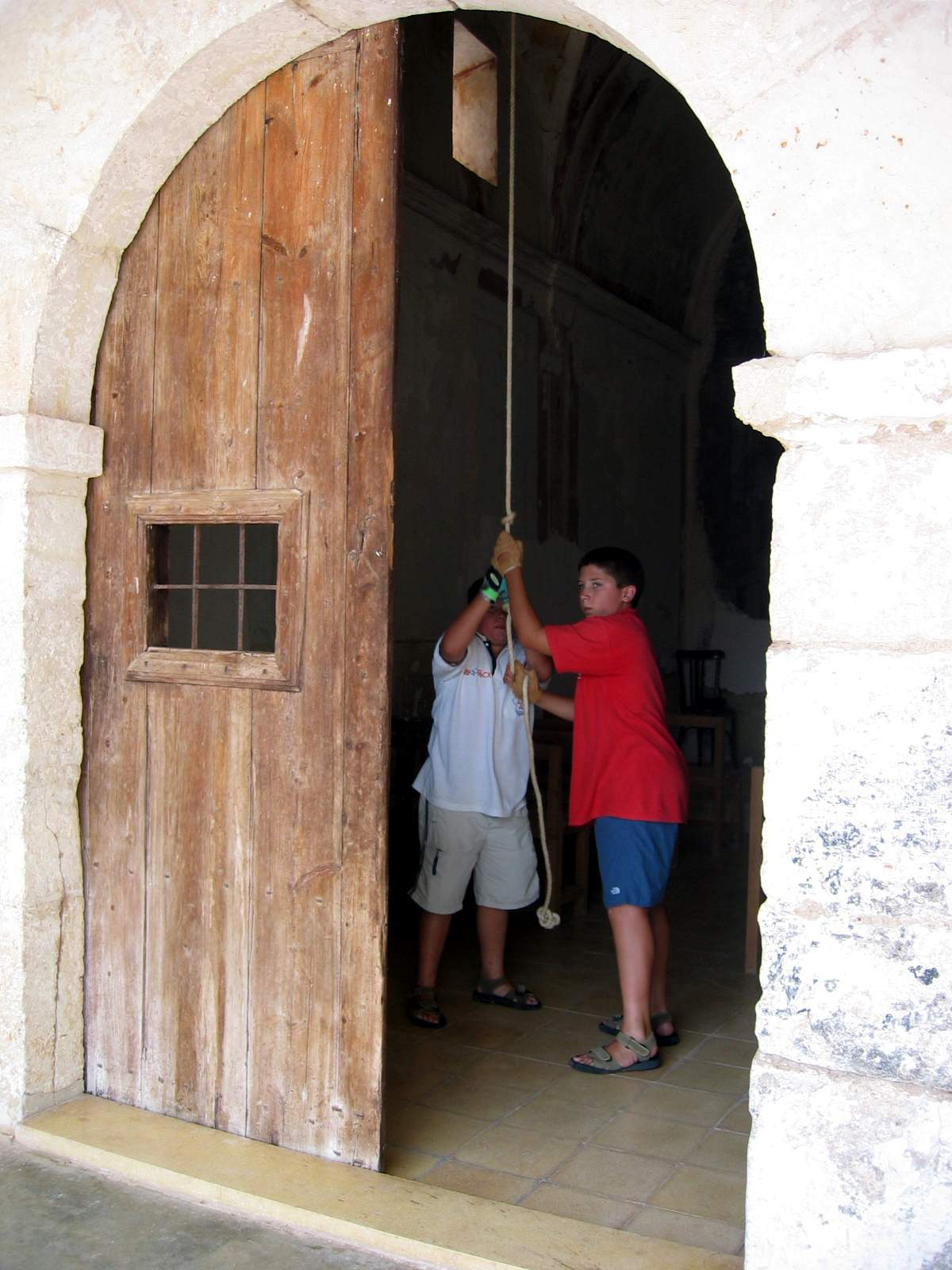
Pórtico de la ermita de san Roque, Torrebaja (Valencia), con detalle del toque del campanico durante la procesión, año 2006.

La siguiente mención de la emita se halla en Pascual Madoz (1847), que la censa en Castielfabib, situándola «muy inmediata al lugar de Torrebaja». El estadista recoge la tradición conforme frente al edificio existieron tres pilares triangulares de piedra, que según creencia popular mandó poner Jaime el Conquistador (1213-1276), como muestra de agradecimiento a los vecinos de la zona que colaboraron en la conquista de Valencia (1238), «previniendo que todos los que se acogiesen dentro de este triángulo perseguidos por la justicia, fuesen perdonados ó absueltos por graves que fuesen sus delitos».- El mismo autor dice que en la parte postero-lateral derecha de la ermita había «otros tres pilares de sillería, también en forma de triángulo y de elevación como de 3 varas, figurando una horca, en cada uno de los cuales se ven las barras de Aragón», de lo que deduce que «tuvo este pueblo (Castielfabib) el privilegio de picota y horca».

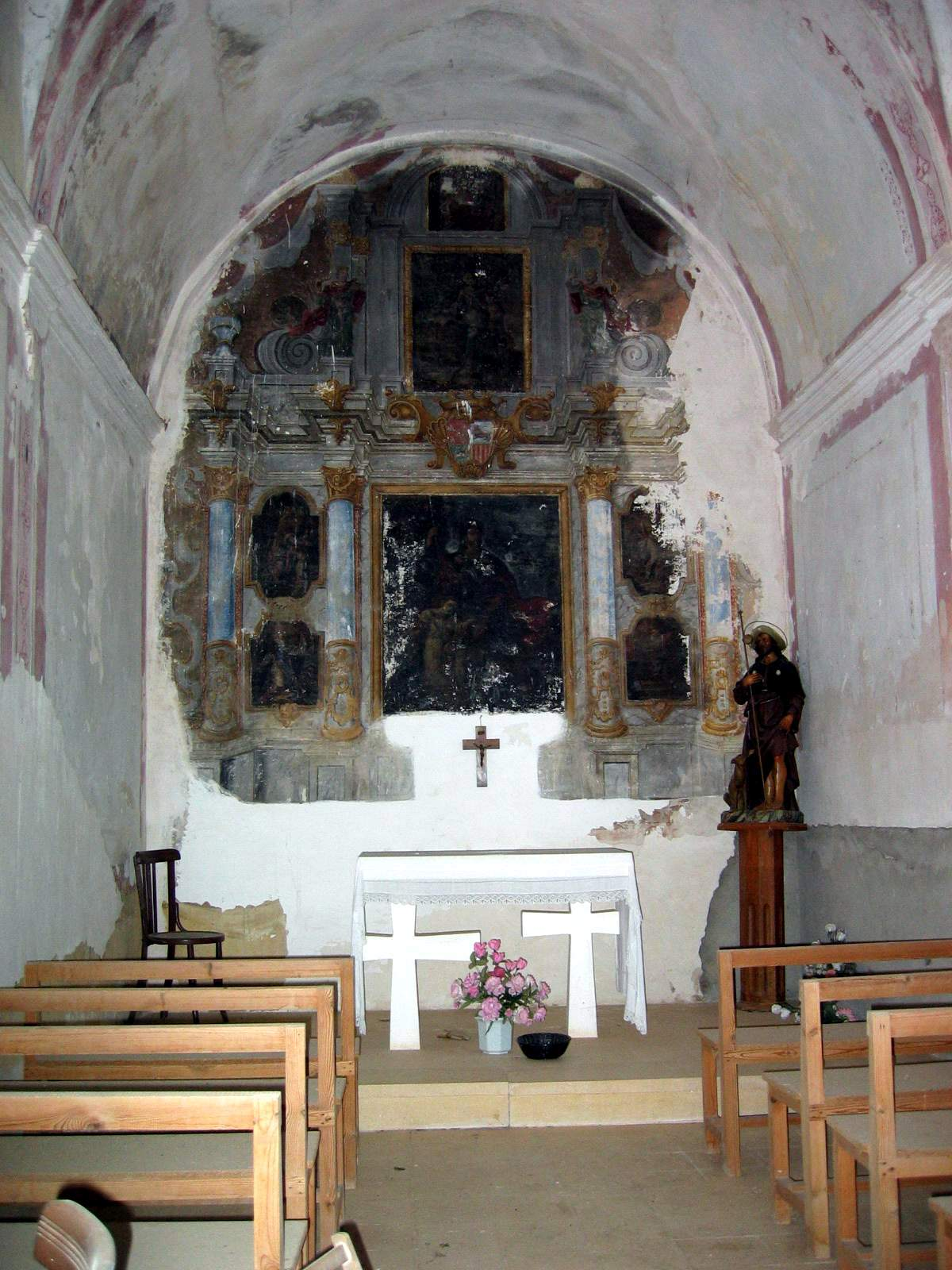
Interior de la ermita de san Roque, Torrebaja (Valencia), con detalle del retablo de pincel, antes de su restauración, año 2004.

El escritor y periodista valenciano, Vicente Badía Marín (1953), alude también a la ermita de San Roque, situándola entre los edificios más notables de Torrebaja y recogiendo la nota histórica, conforme «En lejanos tiempos en que Castielfabib quedó sin iglesia, los naturales de este pueblo venían a la Ermita de San Roque para oír la Santa Misa», refiriéndose al tiempo de la primera Guerra Carlista (1833-1840).

## Situación
La ermita se halla en el barrio de «Los Pajares», lo que la sitúa en la parte alta del pueblo, con el caserío y la vega del Turia a sus pies: desde su emplazamiento se observa un espléndido panorama, cerrado al levante por «Los Molares» (1.077 m), que corresponden a las estribaciones de la sierra de Javalambre.

## Descripción
El ermitorio es un edificio exento, situado en la parte occidental de una antigua «era de pan trillar», actualmente una placeta cementada, con antiguos pajares en la parte anterior (hoy convertidos en viviendas), y otros en la parte posterior. Los humildes edificios que le circundan por detrás son construcciones tradicionales, basados en piedra arenisca y paredes de tapial, correspondientes a bodegas y lagares, hoy abandonadas y hundidas.

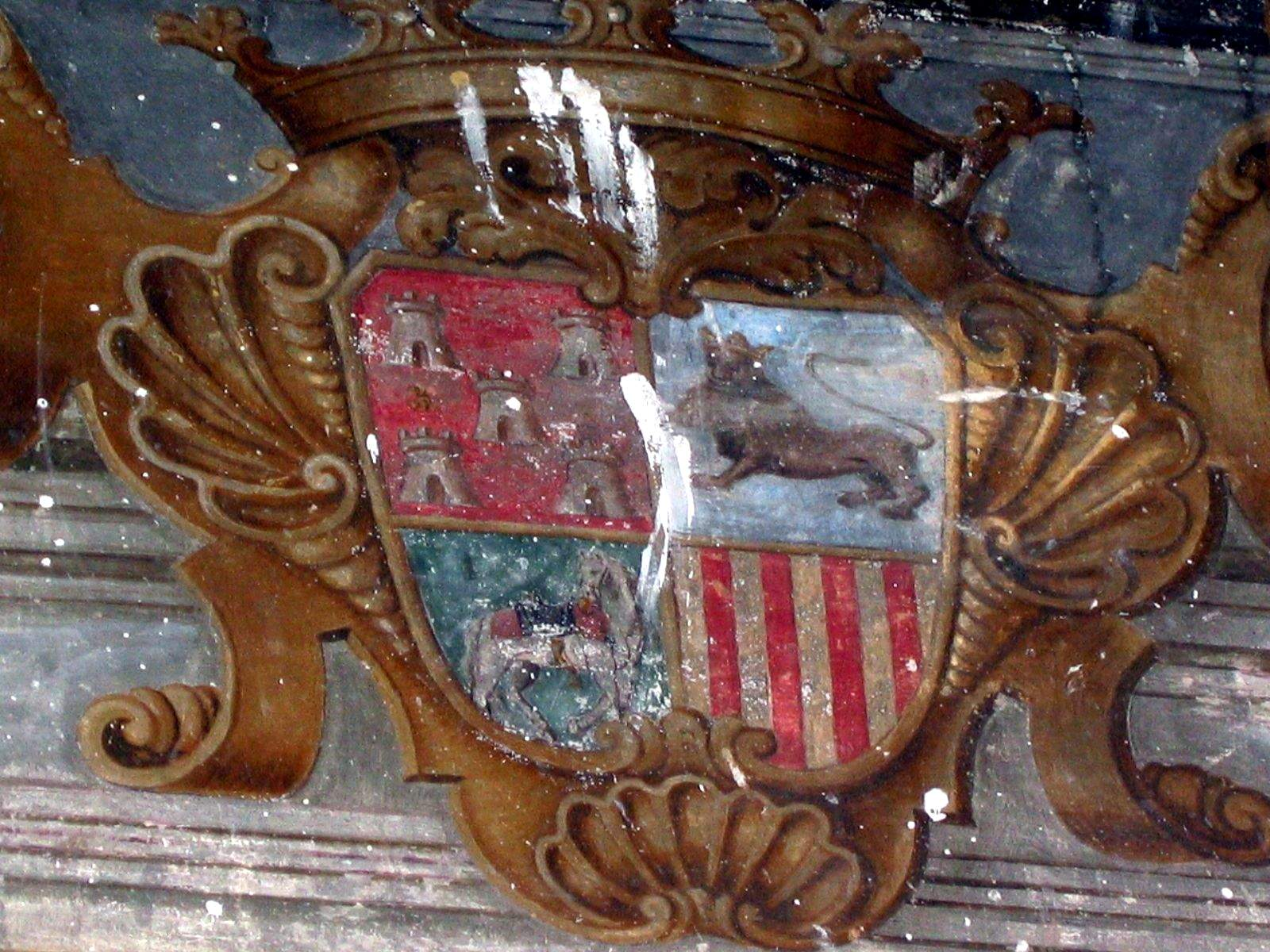
Interior de la ermita de san Roque, Torrebaja (Valencia), con detalle del escudo de los «Ruiz de Castellblanque», antes de su restauración, año 2004.

Consta la ermita de un porche cubierto a la entrada que vierte a tres aguas, a base de unos gruesos paredones sujetando el tejadillo mediante una gruesa viga con zapatas. Su techumbre es de tabicas y el piso de cemento (en el que se dibuja una cruz formando un mosaico), bordeado por un banco corrido a ambos lados de la entrada. El cuerpo de la ermita posee las mismas características en su fábrica, sólo que su tejado vierte a dos aguas. La parte alta del edificio posee una sencilla espadaña de obra, con su campanil, estructura coronada por una sencilla cruz de hierro. La campana responde al nombre de nombre de «San Roque» -fundida por «Manclus» en Valencia, año 1973, ofrenda de una familia local: pesa 22 kg y su boca mide 34 cm de diámetro.
La puerta es de madera, de hoja doble, portando cada una un ventanuco rejado, y toda ella enmarcada por un arco de dovelas, que parte de dos impostas, a modo de capiteles sencillos sin ornamentación. 
La planta de la ermita es rectangular, con piso de terrazo moderno, en sustitución de los ladrillos de barro cocido que tuvo antaño. En el interior destacan los escasos restos de pinturas murales: cornisas, ménsulas, arcos y bóvedas de cañón con lunetos, etc., formando lo que fuera un conjunto de estilo neoclásico. Respecto del retablo, escribe Vicente Badía Marín (1953):

«[...], la ermita de San Roque es relativamente moderna. Su altar mayor y único que tiene es una pared lisa en la que existe todavía una pintura muy borrada, a la cola, que representa un retablo. Esta pintura debió ser obra del mismo artista aristócrata Ruiz de Castellblanque, señor de Torre Baja, que pintara la escalera de la Casa Señorial. Aunque los entendidos en pintura no alaben ciertamente la calidad del retablo es lo cierto que Ruiz de Castellblanque nos legó el escaso patrimonio artístico de que podemos enorgullecernos. Se identifica la pintura aludida por el estilo, y además, por el escudo de los Ruiz de Castellblanque sobre el techo de la Ermita. Hoy, sobre el citado retablo, existe una moderna y preciosa imagen de San Roque».
Torre Baja, mi pueblo, Vicente Badía Marín

Lo más llamativo de su primitiva ornamentación es el escudo de los «Ruiz de Castellblanque», antiguos señores del lugar, sito en el testero (no en el techo de la ermita, como dice Badía Marín), y que el ayuntamiento de Torrebaja adoptó como propio en 1953. El escudo se compone de cuatro cuarteles, a base de cinco castillos dorados en campo de gules alternado con lises; un leopardo coronado y vuelto, sobre azur; un caballo blanco enjaezado, ensillado y vuelto, sobre fondo azul: todo ello rematado por una corona de marquesado abierta.

## Del retablo y su restauración
La restauración del mural correspondiente al retablo frontal corrió a cargo de la fundación «Pere Compte» de Valencia, merced a una subvención solicitada por el Ayuntamiento de Torrebaja, en 2004.
Durante la restauración se recuperó una cartela oculta sita en el interior, sobre la entrada, que alude al benefactor que costeó la pintura y al año:

SE PINTÓ ESTA ER-/ MITA DE San ROQUE/ ADEVOCIÓN DE MA-/ NUEL MUÑOZ/ AÑO 1840

. 
Se desconoce el motivo o los motivos que impulsaron al donante a financiar la pintura del ermitorio, pero que se pintara en 1840 -al finalizar la primera Guerra Carlista- hace pensar que el hecho pudo tener alguna relación con ella, ya que la comarca del Rincón de Ademuz, por ser zona estratégica, se vio afectada por la contienda, fortificándose el castillo de Castielfabib y la plaza de Ademuz, según comenta el mariscal Augusto von Goeben, ingeniero y mercenario carlista.
El interior muestra una bóveda de medio cañón, del que cabe destacar la cornisa moldurada que circunda el perímetro interior. La tonalidad general se basa en colores claros, oro, pastel y cobre caldera. Las pinturas del retablo de pincel se hallaban ya muy perdidas a mediados del siglo XX. El boceto del retablo recuperado está configurado según la concepción tradicional (neoclásica): columnas, pilastras, pedestales, cornisas al trampantojo.
La estructura general posee un doble cuerpo (inferior y superior), con tres calles (una central y dos laterales). En el espacio central de la calle principal se representa al titular del templo, san Roque, con sus atributos: bordón con calabaza, esclavina sobre los hombros y perro a los pies. En los espacios laterales se representan distintas figuras de santos: san Sebastián, santo Domingo, san Cristóbal, y otra barbada sin identificar.
En el cuerpo superior hay un panel central con una figura femenina con hábito «que muestra un clavo con los dedos índice y pulgar de la mano derecha», y que pudiera corresponder a santa Elena (de Constantinopla), madre del emperador Constantino. 
Cabe destacar el esfuerzo de recuperación de las primitivas imágenes, obra del artista valenciano Ros Martí (2005), pues se hallaban tan perdidas que su identificación resultaba muy difícil:

«[...], hay que reconocer la mejora ostensible que se ha llevado a cabo en la ermita y entorno inmediato, cuyo valor simbólico, para el pueblo de Torrebaja, se halla por encima de lo material –estético y arquitectónico- para situarse en lo querencial y colectivo. Lo que habría que procurar, a partir de ahora, es que no volvamos a permitir que ni la ermita ni sus pinturas se deterioren hasta el punto de desidia que habían llegado».
Del paisaje, alma del Rincón de Ademuz, Alfredo Sánchez Garzón

## Culto y tradición
Aunque el santoral festeja a san Roque el 17 de agosto, en Torrebaja la onomástica se celebra el penúltimo fin de semana del mismo mes, con motivo de las fiestas patronales. Concluida la misa del domingo tiene lugar la procesión general hasta la ermita, portando a hombros las imágenes de los patrones locales -santa Marina Virgen y san Roque-: la de la santa la portan las mozas y las del santo de Montpellier los mozos.
La procesión asciende por las calles del pueblo, atraviesa la carretera N-420 y continúa por las del barrio de Los Pajares, hasta la ermita. Arribados a la placeta las imágenes se colocan de espaldas al santuario, mirando a la vega, mientras en el interior tiene lugar el canto de los «Gozos del Santo». Concluida la celebración se regresa a la Iglesia Parroquial de Santa Marina, siguiendo el camino inverso: durante la subida y la bajada las campanas de la iglesia bandean sin cesar, mientras el campanico tampoco deja de sonar.

## Galería

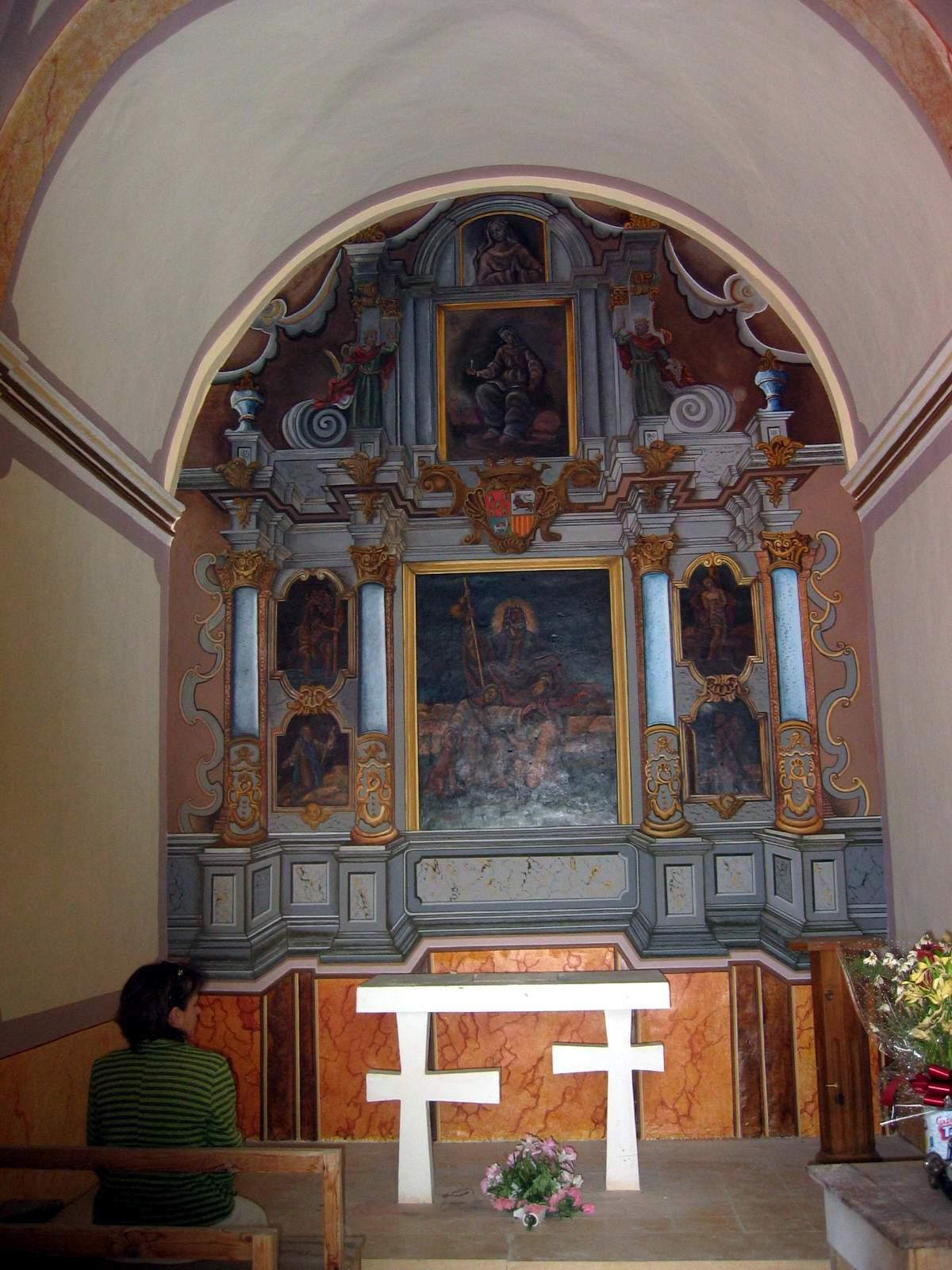
Interior de la ermita de san Roque, Torrebaja (Valencia), con detalle del retablo de pincel, tras su restauración, año 2006.
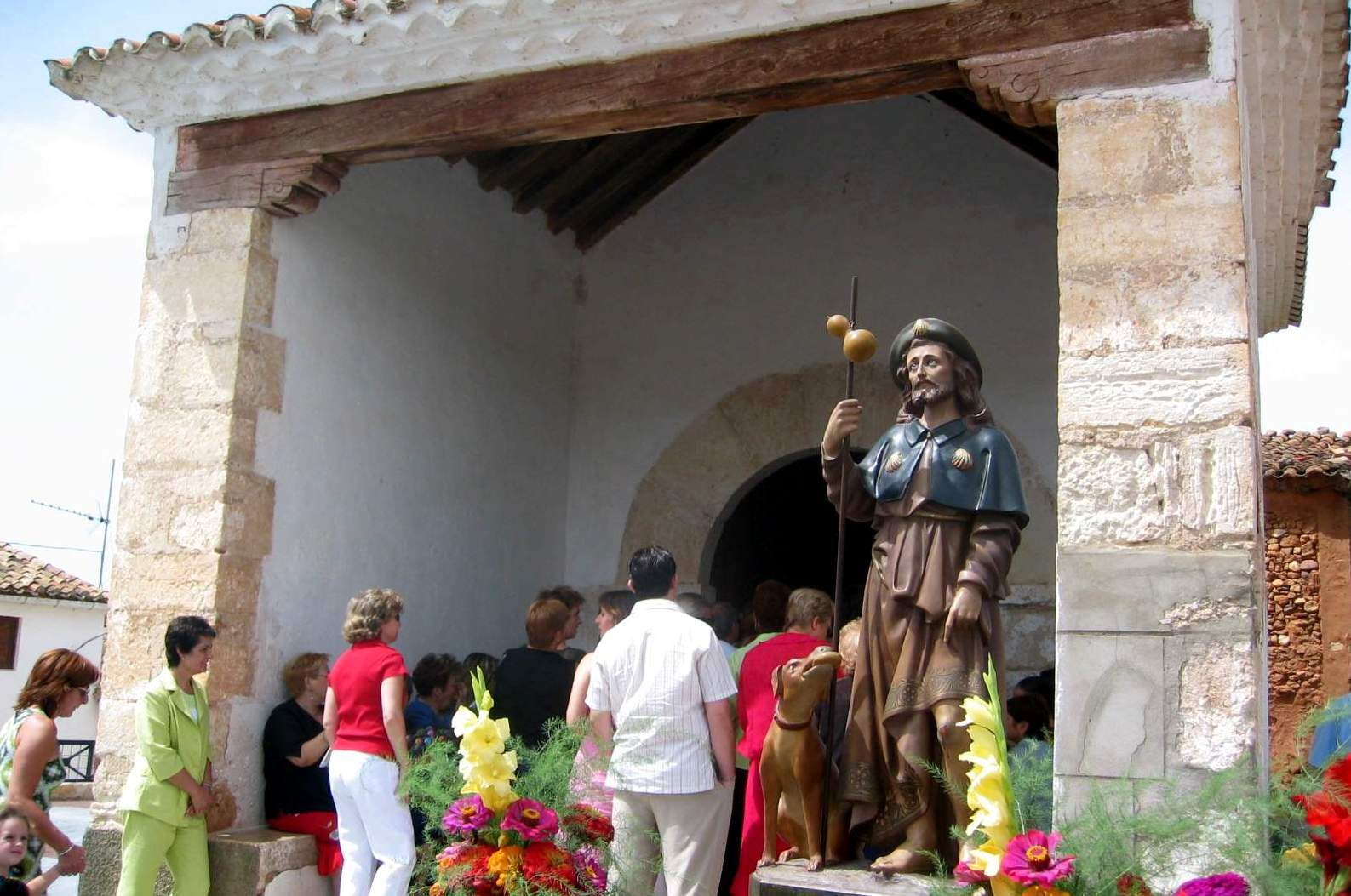
Vista del pórtico de la ermita de san Roque, Torrebaja (Valencia), con detalle de la imagen de san Roque, año 2006.
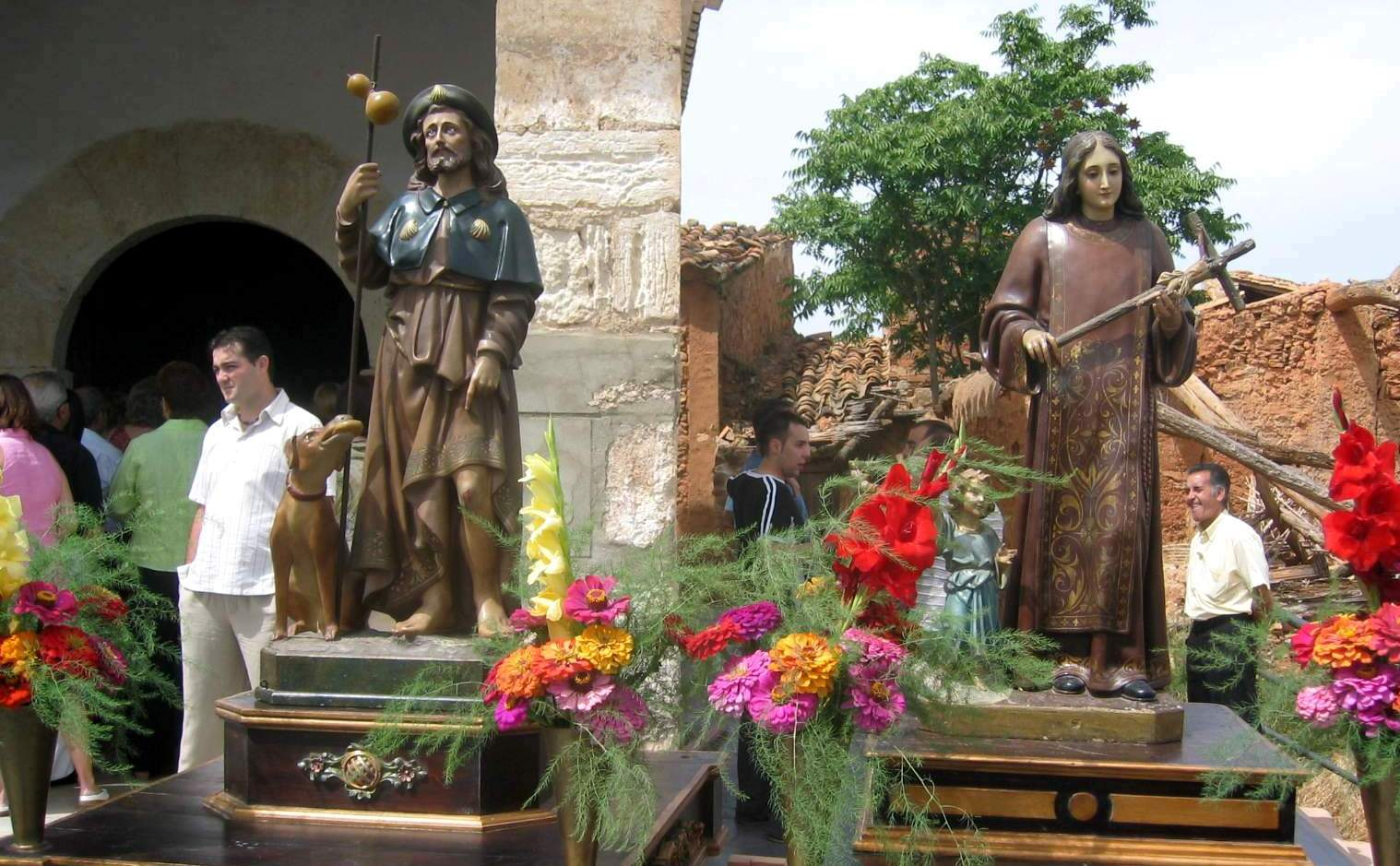
Vista del pórtico de la ermita de san Roque, Torrebaja (Valencia), con detalle de la imagen de san Roque y de santa Marina, año 2006.
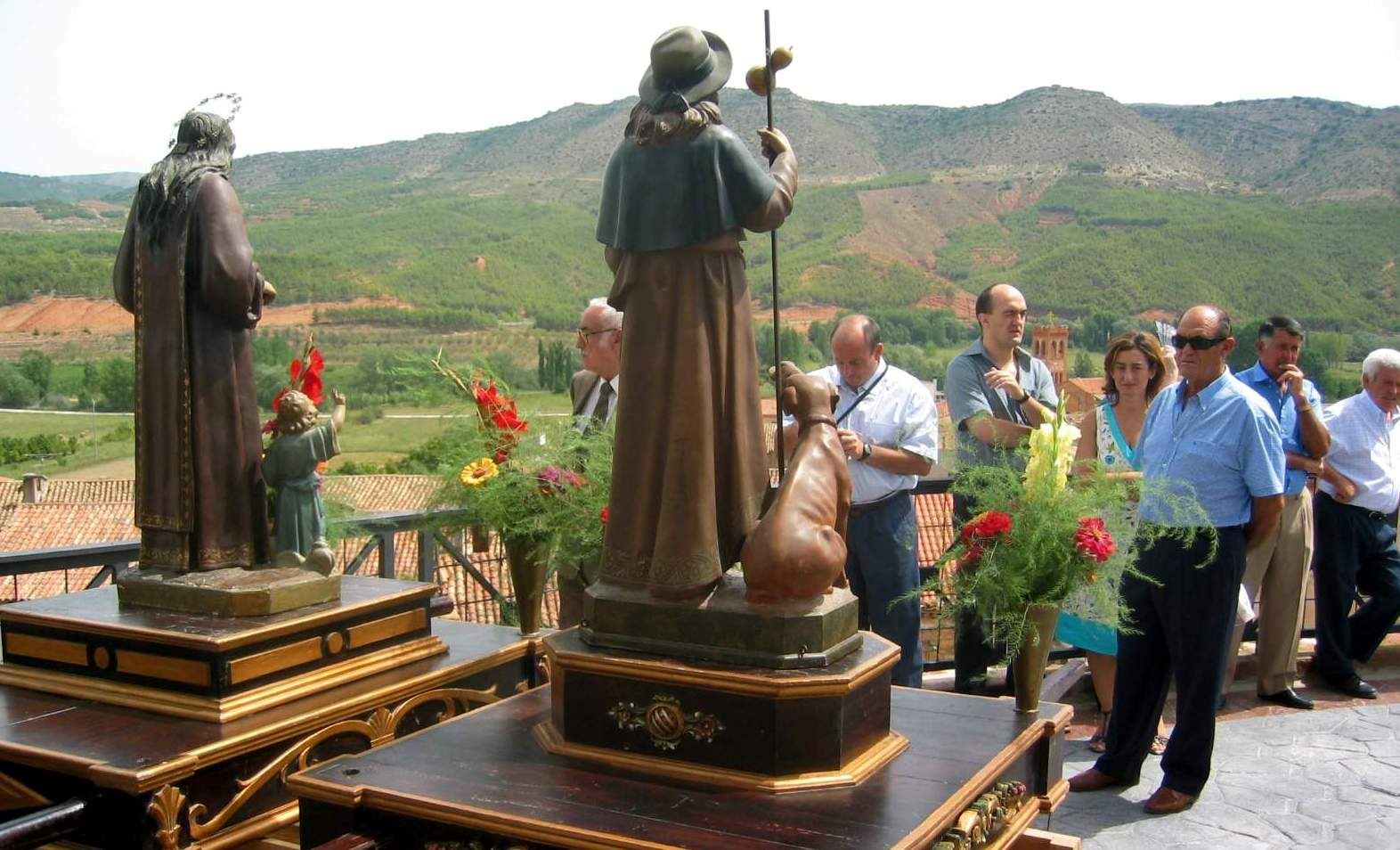
Detalle de las imágenes de san Roque y de santa Marina, en la placeta de la ermita de san Roque, Torrebaja (Valencia), año 2007.